# شلال هورستيل (يوسميتي)
شلال هورستيل، يقع في منتزه يوسيميتي الوطني في كاليفورنيا، هو شلال موسمي يتدفق خلال فصل الشتاء وأوائل الربيع. يجري الشلال في الجانب الشرقي من إل كابيتان. لو كان هورستيل يتدفق في شهر شباط (فبراير)، وكانت الأحوال الجوية ملائمة، فإن الشمس المشرقة تضيء الشلال، فيتوهج باللونين البرتقالي والأحمر. يشار لهذه الظاهرة الطبيعية باسم «شلال النار firefall».
يتحدر الشلال في مجريين جنباً إلى جنب، المجرى الشرقي هو الأكبر لكنهما الاثنين صغيران. يبلغ ارتفاع المجرى الشرقي حوالي 470 متراً والغربي حوالي 480 متراً ويعتبر ثاني أعلى شلال متساقط في يوسميتي يجري في فترة من فترات السنة (الأطول هو شلال ريبون). يلتقي المجريان بعد ذلك وتنحدر بارتفاع 150 متراً بحيث يصبح إجمالي ارتفاع الشلال كاملاً 620 متراً إلى 630 متراً.
يشار إلى الشلال أحياناً بالشلال سريع الزوال لأنه ذو طبيعة موسمية. 